# 廣岡正久
廣岡 正久（ひろおか まさひさ、1940年2月17日 - ）は、日本の政治学者。京都産業大学名誉教授。専門は、ロシア政治思想史。学校法人京都産業大学理事長・同大法学部教授を務めた。

## 経歴
1940年大阪府生まれ。大阪府立茨木高等学校を経て、1963年、大阪外国語大学外国語学部ロシア語科卒業、1967年慶應義塾大学大学院法学研究科政治学専攻修士課程修了。1969年、同博士課程を中退し後に京都大学より博士（法学）の学位を取得、京都産業大学法学部専任講師となる。1972年よ助教授、1982年より教授。学校法人京都産業大学理事長及び京都産業大学法学部教授をつとめた。2010年に定年退職。

## 家族・親族
- 叔父に広岡謙二がいる。
- 曾祖父以来の正教徒の家庭に生まれ、自身も正教徒[4]。聖名はマカリイ[6]。

## 著書

### 単著
- 『ソヴィエト政治と宗教―呪縛された社会主義』（1988年5月、未來社）ISBN 978-4624300586
- 『ロシア正教の千年―聖と俗のはざまで』（1993年12月、「NHKブックス」日本放送出版協会）ISBN 978-4140016800。2020年7月、講談社学術文庫
- 『ロシアを読み解く』（1995年6月、講談社現代新書）ISBN 978-4061492554
- 『ロシア・ナショナリズムの政治文化―「双頭の鷲」とイコン』（2000年3月、創文社）ISBN 978-4423710494
- 『キリスト教の歴史〈3〉 東方正教会・東方諸教会 (宗教の世界史)』（2013年8月、山川出版社）ISBN 978-4634431409

### 共著
- 山内昌之、佐久間邦夫、中井和夫、北川誠一『分裂するソ連――なぜ民族の反乱が起こったか』(NHKブックス)（1990年9月、日本放送出版協会）ISBN 978-4140016015
- 木村雅昭『国家と民族を問いなおす』(MINERVA人文・社会科学叢書)（1999年5月、ミネルヴァ書房）ISBN 978-4623030279